# Wayne Pinnock
Wayne Pinnock, né le 24 octobre 2000, est un athlète jamaïcain, spécialiste du saut en longueur, vice-champion du monde en 2023 à Budapest.

## Biographie
Wayne Pinnock se classe 3e des championnats du monde juniors 2018 et des championnats NACAC espoirs 2019, et s'offre la médaille d'or lors des championnats panaméricains juniors 2019.
Étudiant à l'Université du Tennessee aux États-Unis, il remporte en 2022 les championnats NCAA en plein air et en salle. Vainqueur de son premier titre national en juin 2022 à Kingston, il dispute sa première compétition internationale majeure à l'occasion du championnats du monde de Eugene, se classant 9e de la finale.

### Vice-champion du monde à Budapest (2023)
Il porte son record personnel en salle à 8,33 m le 10 mars 2023 à Albuquerque, et son record en plein air à 8,37 m le 12 mai 2023 à Baton Rouge. En juin, il décroche un nouveau titre de champion de Jamaïque en réalisant 8,32 m.
Lors des championnats du monde 2023, à Budapest, Pinnock établit en qualification la meilleure performance mondiale de l'année avec 8,54 m. Le lendemain, en finale, il prend la tête du concours à son deuxième essai en égalant la marque de Miltiádis Tedóglou de 8,50 m, mais il parvient à devancer le Grec grâce à un deuxième meilleur essai (8,40 m contre 8,39 m). Au sixième et dernier essai, il est battu par Tedóglou qui atteint 8,52 m, se contentant de la médaille d'argent.
En 2024, il devient vice-champion olympique à Paris, à nouveau derrière Tedóglou.

## Palmarès

### International
| Date | Compétition                        | Lieu      | Résultat | Marque |
| ---- | ---------------------------------- | --------- | -------- | ------ |
| 2018 | Championnats du monde juniors      | Tampere   | 3e       | 7,90 m |
| 2019 | Championnats panaméricains juniors | San José  | 1er      | 7,82 m |
| 2019 | Championnats NACAC espoirs         | Querétaro | 3e       | 7,97 m |
| 2022 | Championnats du monde              | Eugene    | 9e       | 7,88 m |
| 2023 | Championnats du monde              | Budapest  | 2e       | 8,50 m |
| 2024 | Jeux olympiques                    | Paris     | 2e       | 8,36 m |
| 2025 | Championnats du monde en salle     | Nankin    | 2e       | 8,29 m |

### National
- Championnats de Jamaïque :
  - vainqueur du saut en longueur en 2022, 2023, 2024.

## Records
| Épreuve          | Épreuve   | Marque | Lieu     | Date         |
| ---------------- | --------- | ------ | -------- | ------------ |
| Saut en longueur | Plein air | 8,54 m | Budapest | 23 août 2023 |
| Saut en longueur | En salle  | 8,40 m | Boston   | 8 mars 2024  |